# Siersburg (Burg)
Die Siersburg (auch Burg Siersberg) ist die Ruine einer hochmittelalterlichen Höhenburg im Ortsteil Siersburg der saarländischen Gemeinde Rehlingen-Siersburg im Landkreis Saarlouis, Deutschland. Sie wurde als Landesburg des Herzogtums Lothringen genutzt und steht als ehemaliger Sitz der Herren von Siersberg-Dillingen in enger historischer Verbindung zum Alten Schloss in Dillingen/Saar auf der gegenüberliegenden Saarseite.

## Lage und Bauwerk

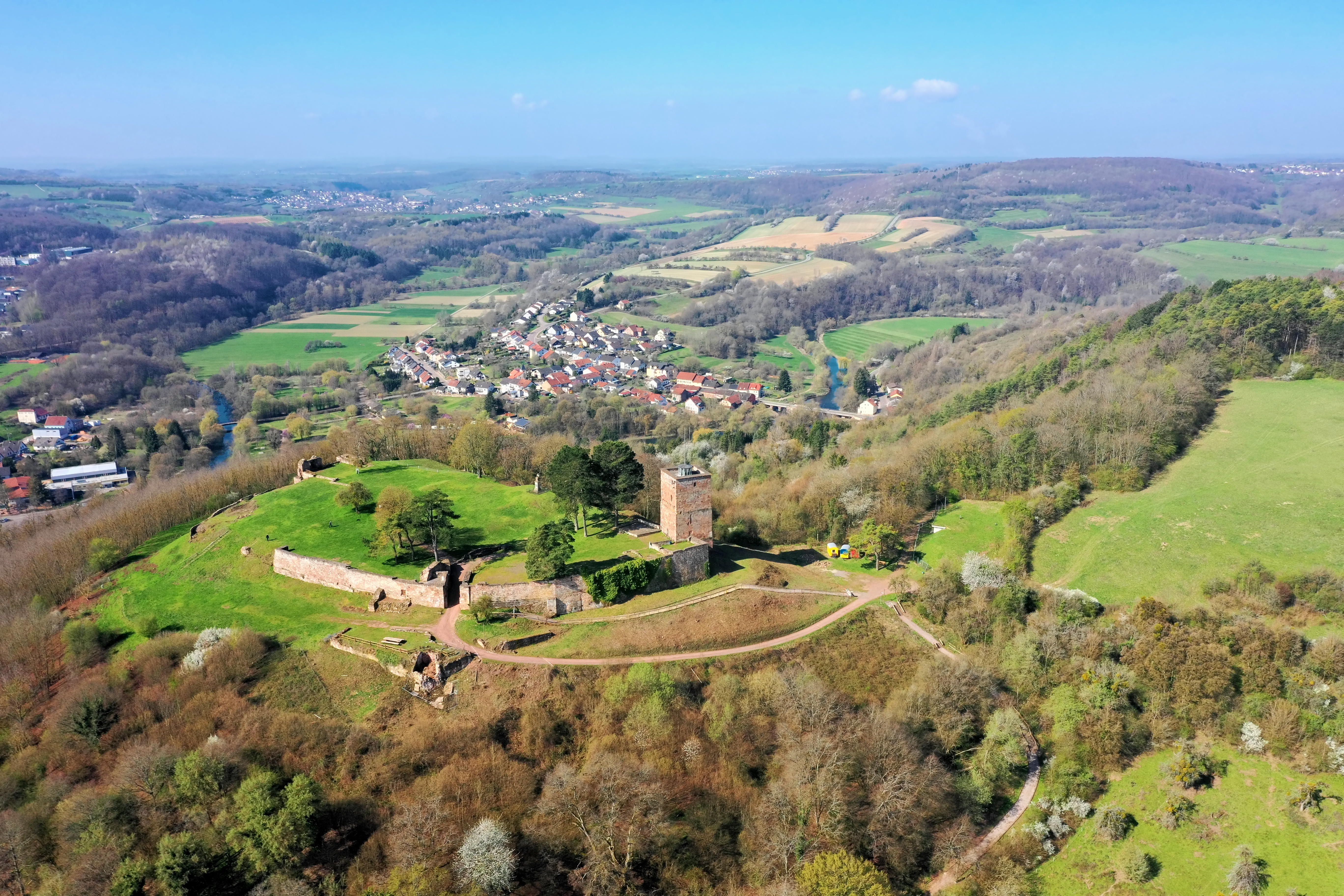
Blick auf Burg Sierberg, Siersburg und das Niedtal von Osten aus

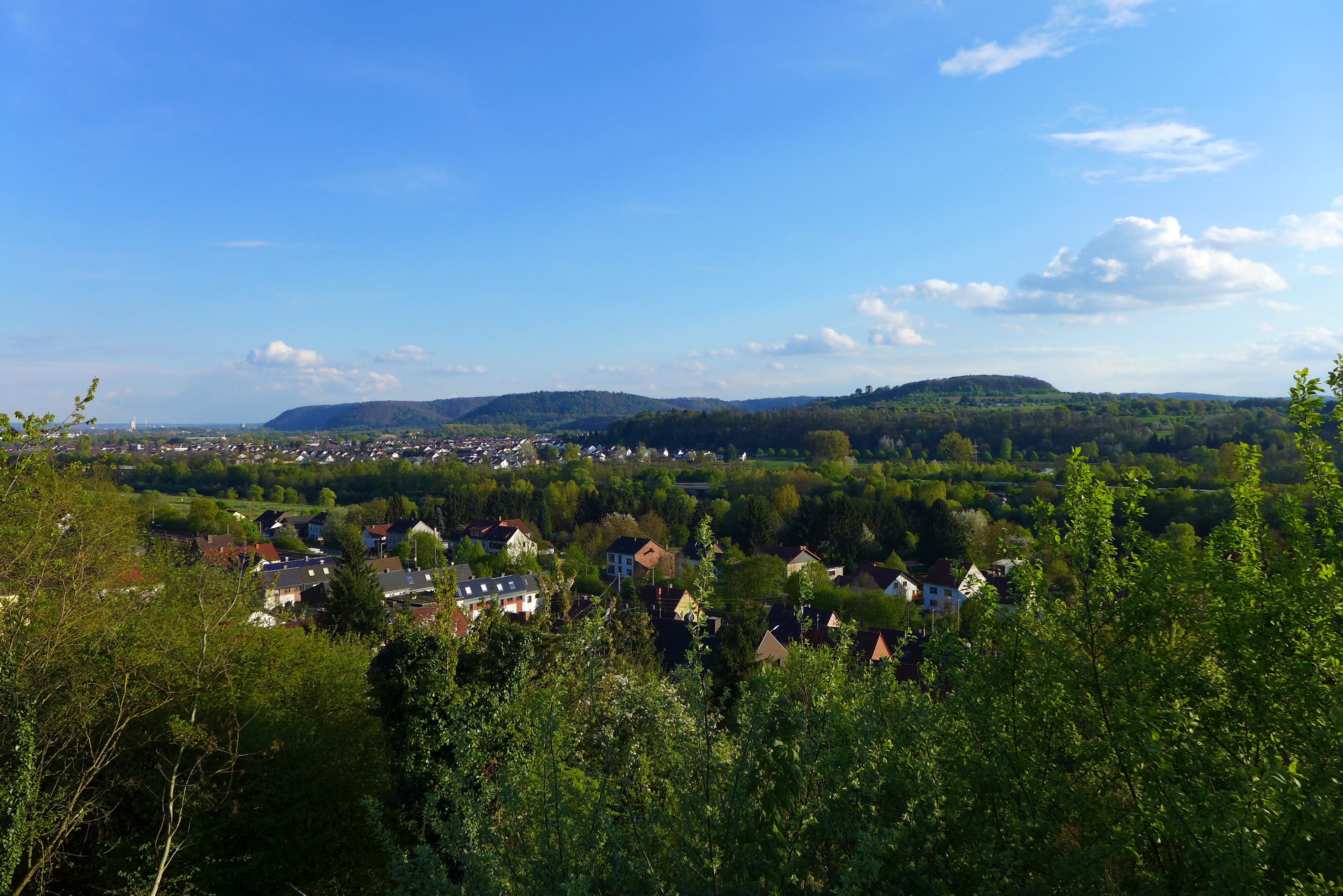
Blick auf die Schichtstufe 9 des Pariser Beckens mit (v. l. n. r.) Limberg, Hoesberg und dem Burgberg der Siersburg von Saarfels aus gesehen

Die Burganlage der Siersburg liegt weithin sichtbar auf einer steilen Bergkuppe aus leicht erodierbarem Oberem Buntsandstein neben Oberem Muschelkalk hoch über dem Tal der Nied kurz vor deren Mündung in die Saar. Unterhalb von Rehlingen verengt sich – bedingt durch einen plötzlichen Gesteinswechsel – das Saartal. Während das Flusstal bis Rehlingen in die leicht erodierbaren Schichten des Buntsandsteins eingeschnitten ist, beginnen unterhalb von Rehlingen Muschelkalkschichten, die in den "Merziger Graben" eingebrochen sind. Nördlich einer geologischen Verwerfung, die sich vom Bürener Eichertswald über die Siersburg nach Beckingen erstreckt, sind die Gesteinsschichten bis zu 120 m abgesunken, sodass an der Siersburg der Obere Buntsandstein auf den Oberen Muschelkalk trifft. Der Verwerfungsverlauf ist durch den Sattel zwischen dem Siersberg und dem 308,2 m hohen, benachbarten Gauberg deutlich sichtbar.
Bereits in vorgeschichtlicher Zeit bestand in diesem Raum die Notwendigkeit einer militärischen Sicherung. Für die Hallstattzeit (8.–6. Jh. v. Chr.) ist eine mehrfach gestaffelte Abschnittsbefestigung auf dem sich an der Saar annähernd 359 m hoch erhebenden, halbinselartigen Bergmassiv des Limberges archäologisch belegt.
Auf dem Limberg benachbarten Itzbacher Königsberg (344,7 m) begannen im Jahr 2010 Untersuchungen einer vorgeschichtlichen Höhenbefestigung durch das Landesdenkmalamt des Saarlandes. Die dort vorhandenen Wallanlagen bargen gut erhaltene Reste einer Trockenmauer aus großen Bruch-Sandsteinen ohne Holzversteifung. Die freigelegten Mauern weisen eine Breite von 1,80 m und eine noch erhaltene Höhe von 1,40 m auf. An der Rückseite der Mauern ist eine 6,40 m breite Rampe aus Erde und Steinbrocken aufgeschüttet, über die man im Verteidigungsfall von der Innenseite her die Mauerkrone erreichen konnte. An der Vorderseite der Mauer ist ein breiter Sohlgraben in den Fels gehauen. Keramikscherben deuten auf die späte Bronzezeit oder die Eisenzeit hin. Die Grabungen und deren Auswertungen werden weitergeführt.
Nach der Eroberung der Region durch die Römer unter ihrem Feldherrn Gaius Iulius Caesar im Gallischen Krieg versah das Kastell in dem gallorömischen Vicus Contiomagus, beim heutigen Pachten (Stadt Dillingen/Saar) gelegen, diese Aufgabe. Erst im Mittelalter verlagerte sich der Schwerpunkt der militärischen Sicherung hin zur Siersburg.
Die Burg erhebt sich südöstlich der bewaldeten Kuppe des rund 308 m hohen Gaubergs auf einem etwa 130 m × 80 m großen Plateau des Siersberges in einer Höhe von 297,8 m ü. NHN. Der Siersberg bietet eine gute Aussicht auf die beiden Flusstäler und die Ortschaften Siersburg, Rehlingen, Beckingen und Dillingen/Saar.

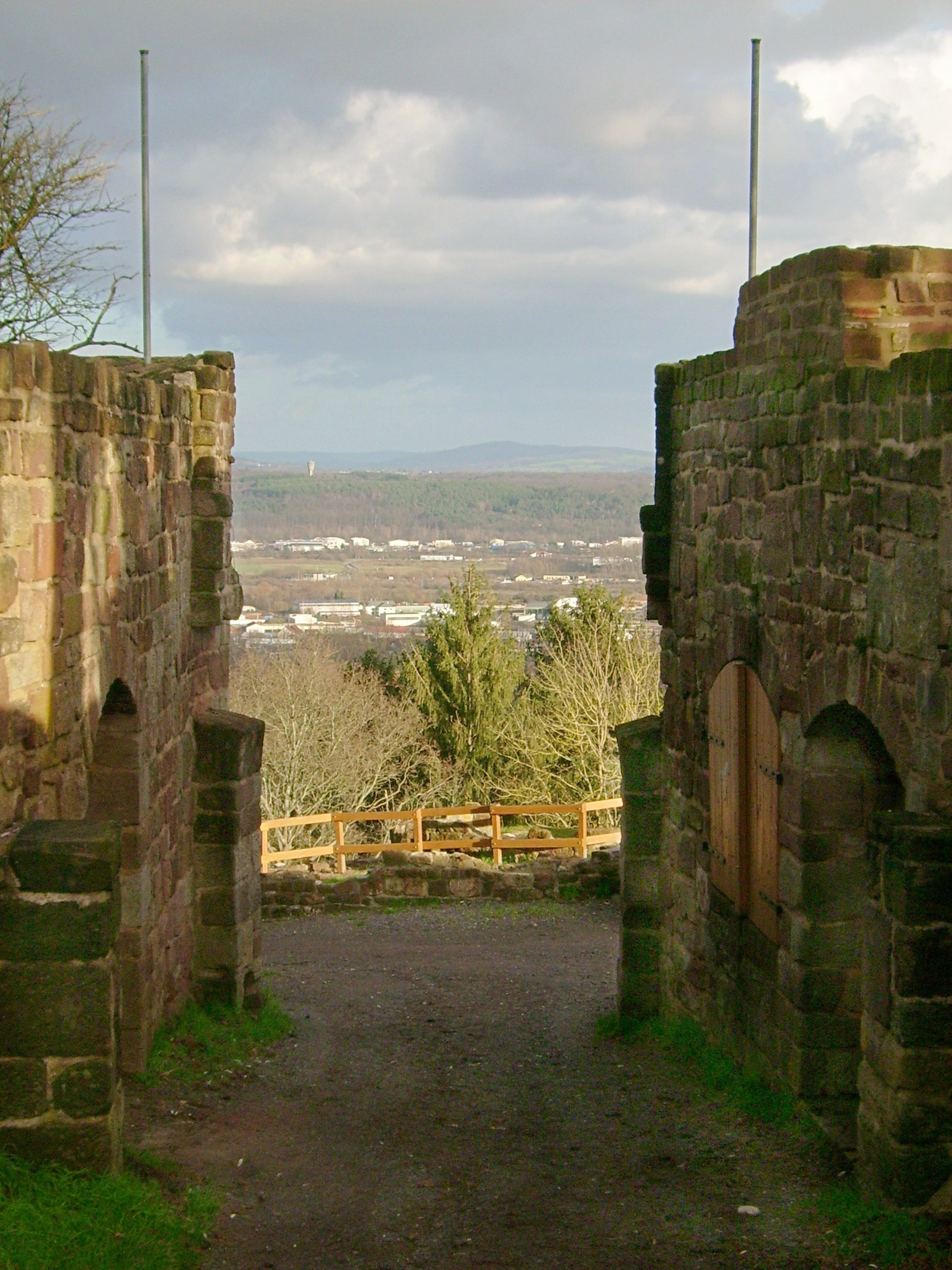
Siersburg, Burgtoranlage von innen

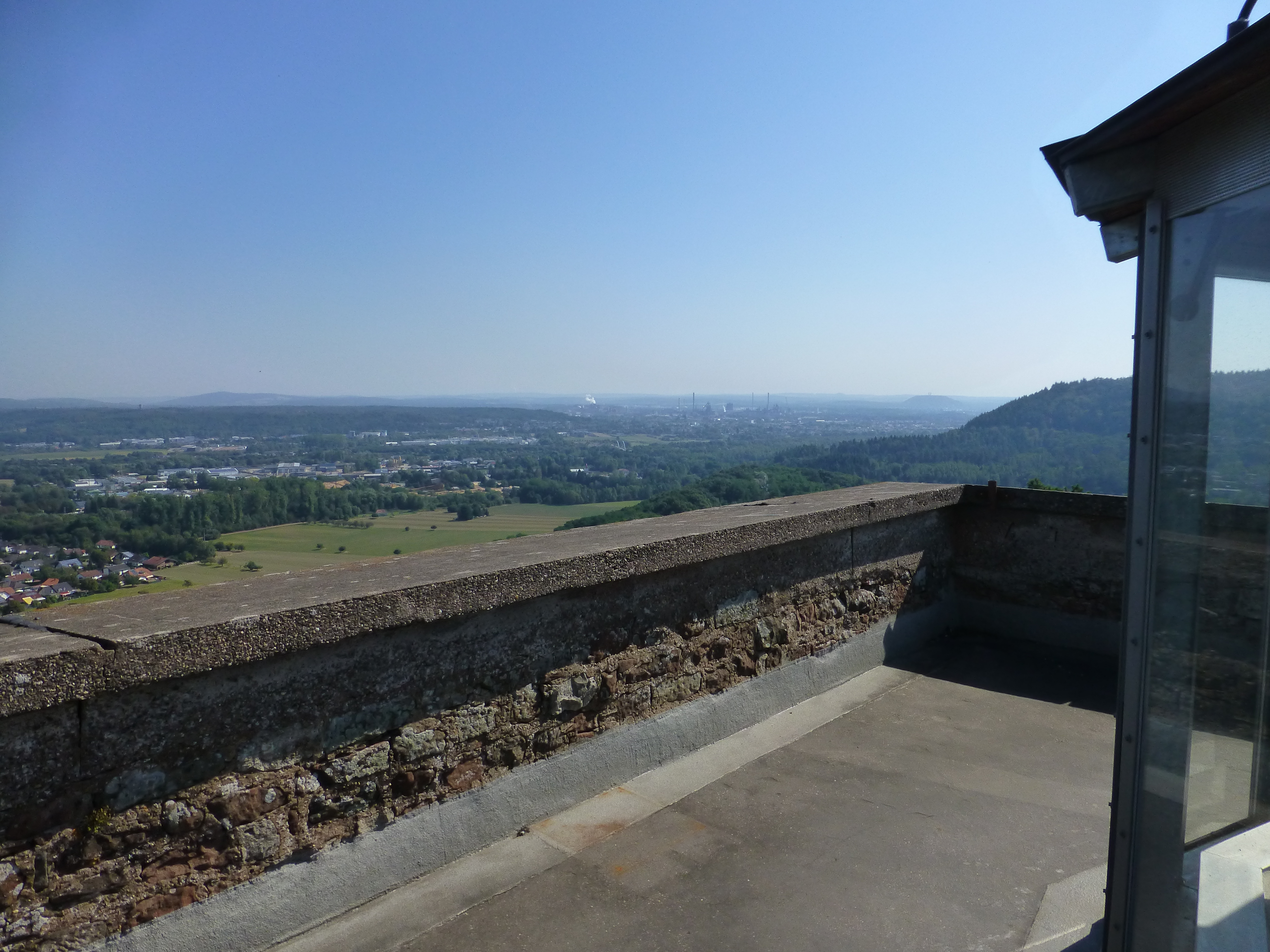
Blick vom Burgturm ins Saartal und nach Dillingen

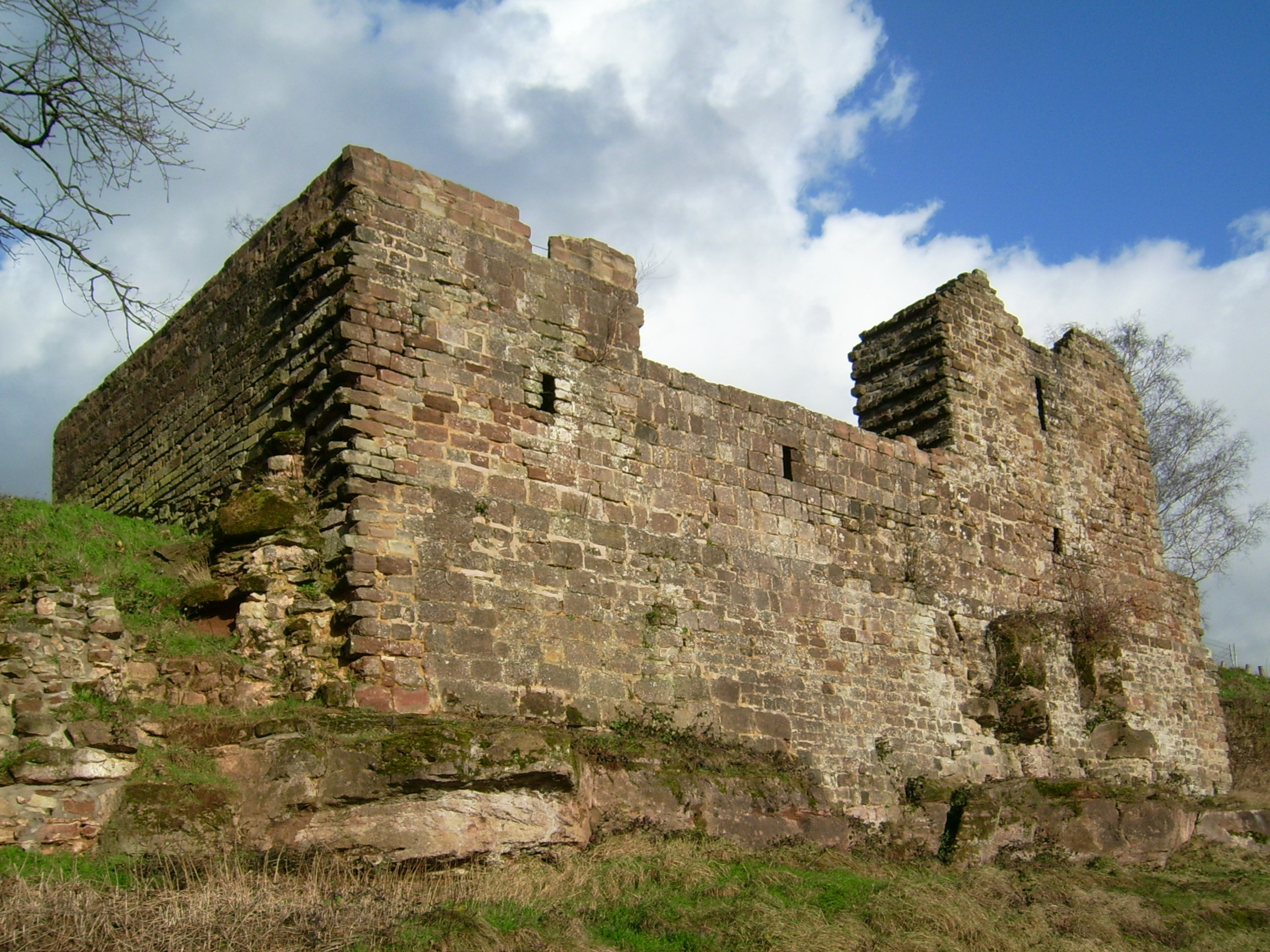
Siersburg, Befestigung "die Puppen", von außen

Der Hauptzugang zur Burg kommt von der Nordostseite her und läuft an den östlichen Hauptbefestigungsanlagen vorbei. Anschließend trifft er auf die 6 bis 10 m breite Senke des Burggrabens, der sich um die Burg herumzog. Über eine Zugbrücke mit Hindernisschranken und weiter durch eine Torbastion, der durch vier hintereinander gelegene Burgtore gesichert war, gelangte man in den herzoglichen Teil der Burg. Dieser war vom Rest der Burg durch ein Mauer- und Grabensystem getrennt, dessen Überreste heute noch an der Quermulde auf dem Plateau erkennbar sind.
Die durch Gräben und Mauern ursprüngliche Dreiteilung der Burg (Herzogsburg, Moritzburg, Marienburg; so benannt nach ehemaligen Besitzern) ist heute durch Einebnung nur noch eingeschränkt sichtbar. An dem heute noch sichtbaren Rest des Bergfrieds war ein Palasgebäude angebaut, das durch Balkenlöcher im Turmmauerwerk und den Rest eines steinernen Kamins nachgewiesen werden kann. Die Umfassungsmauern der Anlage, mit Schießschächten versehen, waren vermutlich 6 m hoch und 1,5 m stark.

### Burgturm
Der nach verschiedenen Sanierungsmaßnahmen gut erhaltene 16,3 m hohe Burgturm hat einen quadratischen Grundriss mit einer Kantenlänge von etwa 9,2 m. Die heutige ebenerdige Turmtür wurde erst im 18. Jahrhundert in die dort 2,6 m dicke Wand eingebrochen, als man dem Turm ein viertes Geschoss aufsetzte. Das dritte Turmgeschoss mit seiner gotischen Türöffnung in rund 9,7 m Höhe wurde etwa zwischen den Jahren 1350 und 1450 erbaut. Im Innern des Turms befindet sich eine Beton-Wendeltreppe, die über insgesamt 83 Stufen zu zwei Zwischenebenen im dritten und vierten Geschoss und weiter auf die Aussichtsplattform führt. Ein überdachter Glasüberbau auf der Plattform dient dabei als Wetterschutz. Von der Plattform hat man einen sehr guten Rundumblick. Eine Besichtigung ist nach Voranmeldung möglich.

## Geschichte

### Mittelalter
Vermutlich wurde die Burg Siersberg auf dem knapp 300 m hohen Bergkegel über der Saar und der Nied von dem Saargaugrafen Sigebert im 11. Jahrhundert angelegt. Erste urkundliche Erwähnung war 1175. Der älteste Teil der Burg war vermutlich ein von einer Mauer umschlossener Wehrturm, der wahrscheinlich im Nordosten im Bereich des heute wiederaufgebauten Turmes stand. Die Burg diente der Kontrolle der Schifffahrt auf der Saar sowie der an den Flüssen entlang verlaufenden Handelsstraßen, etwa der Flandernstraße von Italien über Straßburg nach Flandern, die an dieser Stelle die Nied überquerte, und der Königstraße, die Metz an der Mosel über Tholey mit Mainz am Rhein verband und bei Rehlingen die Saar überquerte.
In der anschließenden Zeit kam die Burganlage in den Besitz des Folgegeschlechts, der Grafen von Saarbrücken. Nach 1150 gelangte die Befestigung in den Besitz des Herzogs von Lothringen.

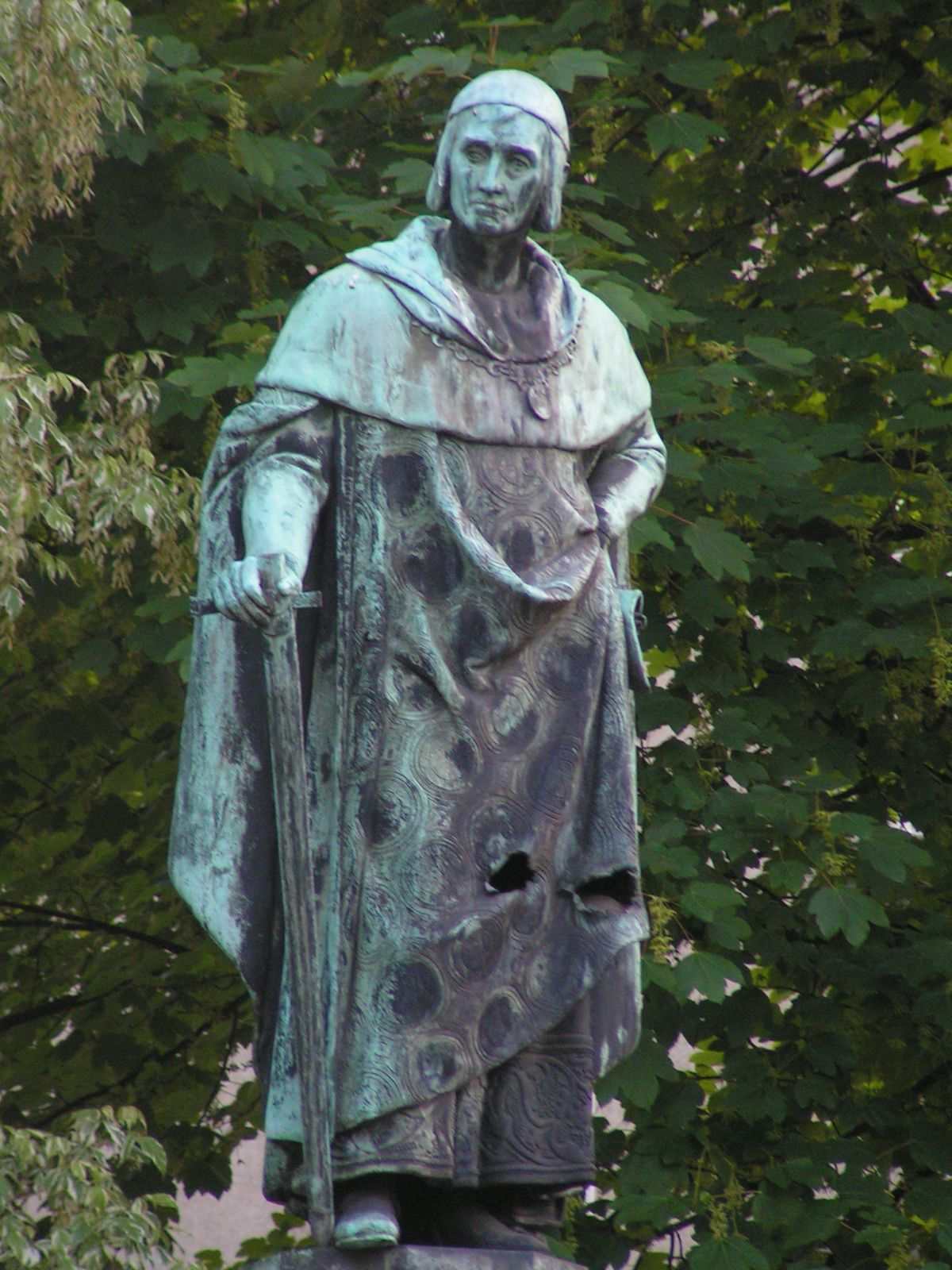
Balduin von Luxemburg, Balduinbrunnen in Trier

Unmittelbar darauf konnte der Erzbischof von Trier, Arnold I., die Burg um das Jahr 1175 erobern und den lothringischen Herzog zwingen, sie aus seiner Hand als trierisches Lehen zu nehmen. Zwar versuchten die Herzöge von Lothringen mehrfach die Lehenshoheit des Trierer Erzbischofes abzuschütteln, doch noch im Jahr 1334 musste Herzog Rudolf von Lothringen den Trierer Erzbischof Balduin von Luxemburg als Oberlehensherrn der Siersburg anerkennen. Erst nach dem Tod Balduins lösten sich die lothringischen Herzöge aus der Lehenshoheit Triers.

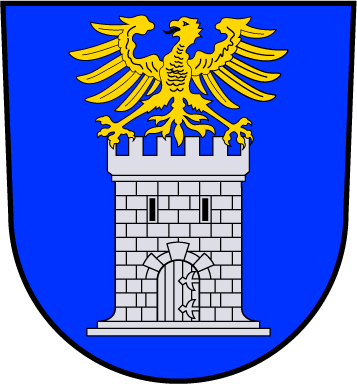
Wappen der Prévôté Siersberg: In Blau ein silberner, gezinnter, schwarzgefugter Turm mit Tür und zwei Schießscharten, darüber ein goldener Adler mit offenem Flügelpaar.

Wappen der Stadt Dillingen/Saar: Das Wappen lehnt sich in seiner Gestaltung an das Wappen der Edelherren von Siersberg, Herren zu Dillingen (roter Zickzackbalken und blauer Turnierkragen auf Goldgrund) und an das Amtswappen der ehemaligen Prévôté (Vogtei) Siersberg (silberner Turm mit Adler auf blauem Grund) an. Beide Wappen werden miteinander kombiniert. Das Wappen der Edelherren wird im Dillinger Wappen zum Tor in einer Stadtmauer umgedeutet.

Im Besitz der Dynastie Lothringen wurde die Siersburg eine lothringische Landesburg wie die übrigen Landesburgen in der näheren Umgebung: Burg Berus, Burg Sierck sowie die Burg auf dem Schaumberg über Tholey. Die lothringischen Herzöge bauten ihre Rechte in den Orten um die Siersburg zur Landesherrschaft aus. Die lothringischen Rechte der trierisch-lothringischen Gemeinherrschaft Merzig-Saargau wurde von der Burg aus wahrgenommen. In gefährlichen Situationen diente die Burg als Zufluchtsstätte der umliegenden Bevölkerung, die als Gegenleistung dafür Instandhaltungsmaßnahmen leisten musste. Zum Zweck der Verwaltung übergab das Haus Lothringen die Burg Siersberg als Lehen an ein Edelherrengeschlecht, das sich bald nach der Burg „Siersberg“ benannte. Das Geschlecht „von Siersberg“ wurde im Jahr 1136 erstmals erwähnt. 

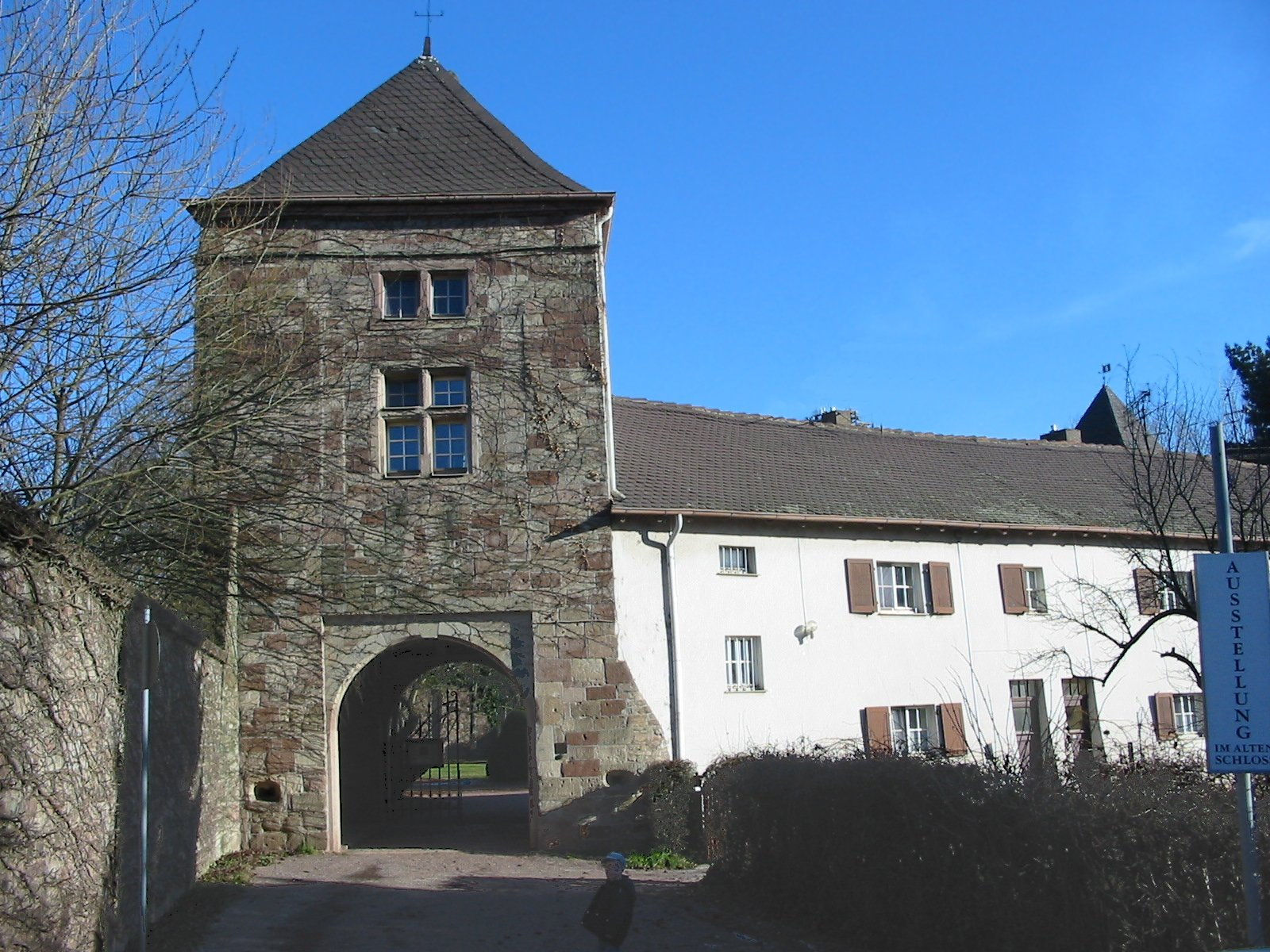
Altes Schloss (Dillingen), Eingang zur Vorburg

Der Edelherr Arnold II. von Siersburg wird im Jahr 1341 als Herr zu Dillingen erwähnt, womit das Alte Schloss in Dillingen der Siersburg zuzuordnen ist. Das Geschlecht der Herren von Siersberg und Dillingen bestand im Mannesstamm bis auf Ladwein von Siersberg, Herrn zu Dillingen, der im Jahr 1558 starb. Die Dynastie zog sich aber zunehmend auf die Burganlage im nahegelegenen Dorf Dillingen auf der gegenüberliegenden Saarseite zurück und unterhielten auf der Siersburg nur noch ein Burghaus als lothringisches Lehen. Durch Ladweins Schwester Lisa ging der Besitz der Familie von Siersberg auf deren Mann Johann von Braubach über, doch übernahm der Herzog von Lothringen weitgehend den Besitz der Familie auf dem Burgplateau.

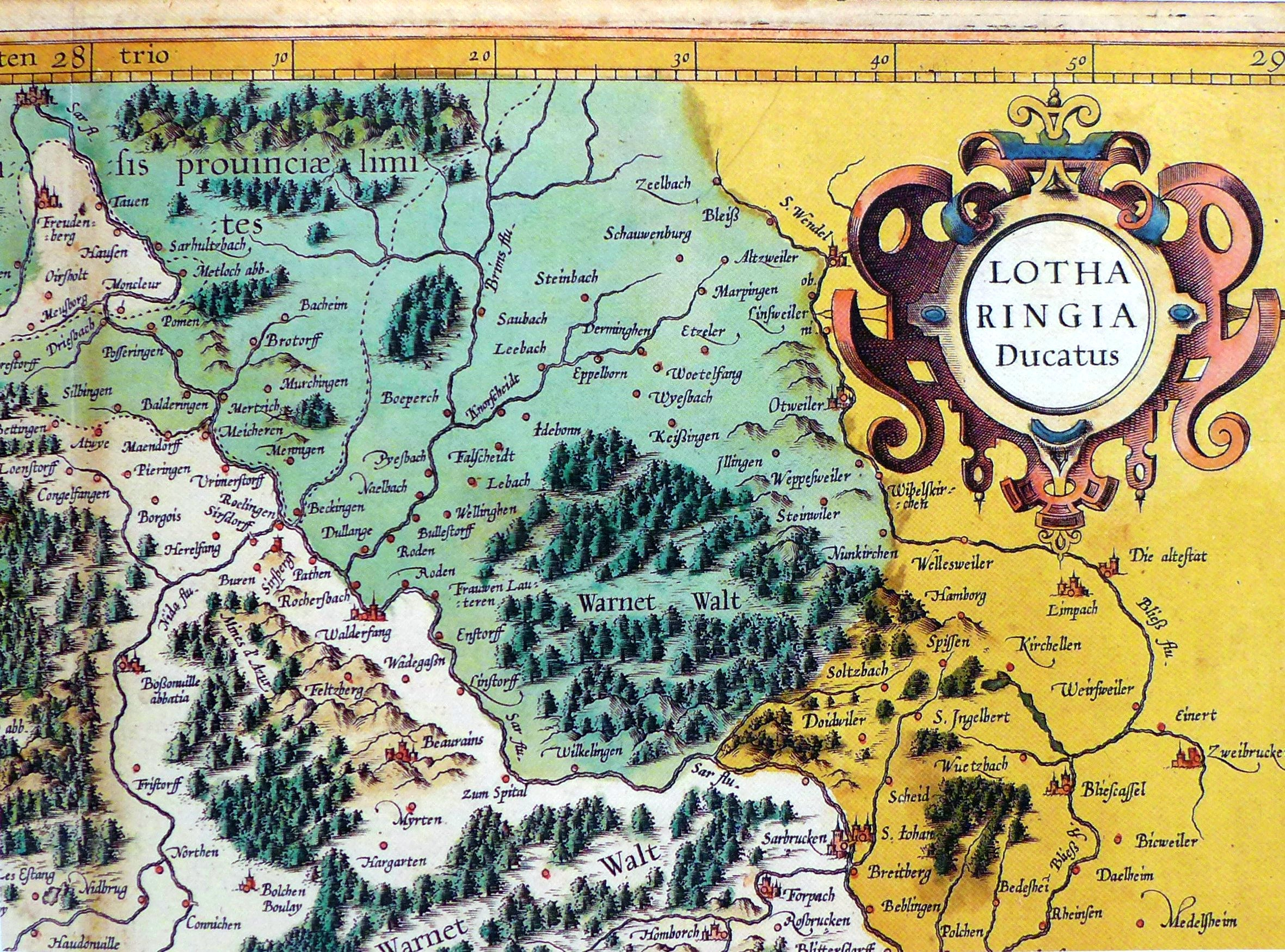
Stilisierte Darstellung der Siersburg auf einem Ausschnitt der Lothringen-Karte (nördlicher Teil) des Gerhard Mercator von 1564–1585 (Landesarchiv Saarbrücken, Sammlung Hellwig)

Weiterhin siedelten sich auf dem Burgplateau zusätzliche Familien des niederen Adels an, die als Burgmannen (lat. oppidanus) die Besatzung der Burg stellten und in etwa zehn Burgmannenhäusern auf dem Burggelände wohnten. Dazu zählten die Familie von Esch, die ursprünglich von der benachbarten Burg Esch stammte, die Familie Kern von Siersberg, die später in den Dienst der Grafen von Nassau-Saarbrücken trat, und die aus dem Territorium Hessen-Nassau stammende Familie Bechel von Siersberg, die Herren von Criechingen bei St. Avold, die Herren von Dalheim bei Falk-Hargarten, die Herren von Haracourt, die Familie Fust von Stromberg im Hunsrück, die Herren von Zand, die später das Schloss Münchweiler bei Nunkirchen bewohnte, sowie zahlreiche andere. In dem Maße wie die Machtposition der Dynastie Siersberg schwand, verstärkte sich die Stellung der kleinen adeligen Burgmannen, die als lothringische Lehensnehmer Teilhaber der Burganlage wurden. Als Stellvertreter des Hauses Lothringen auf der Burg und auch im zugehörigen Amt Siersberg war ein Burggraf (lat. castellanus) eingesetzt, der in späteren Jahrhunderten Capitaine (Amtmann) genannt wurde.

### Dreißigjähriger Krieg
Zur Zeit des Dreißigjährigen Krieges, als der lothringische Herzog auf der Seite des deutschen Kaisers stand, nahm der französische Marschall Henri de La Ferté-Senneterre im Jahr 1634 die Siersburg ein und errichtete hier einen Stützpunkt. Der Marschall ließ in den umliegenden Dörfern hohe Kriegskontributionen erheben und die ansässigen Bauern mussten zusätzlich für die Verpflegung der Soldaten aufkommen. Im Folgejahr 1635 eroberten Soldaten des kaiserlichen Generalleutnants Matthias Gallas die Burg. Bereits im Jahr 1643 fiel die Burg wieder in den Besitz Frankreichs. Lothringische Truppen erstürmten im Jahr 1650 die Siersburg, die aber bereits im Folgejahr nach kurzer Beschießung der Mauern abermals an Frankreich ging. Die umliegende Bevölkerung litt beträchtlich unter dem Krieg. Nach dem Vertrag von Vincennes zwischen Frankreich und Lothringen erhielt der Herzog von Lothringen sein Land wieder zurück. Der Vertrag beendete vorläufig die lothringisch-französische Krise während der Regierung des Herzogs Karls IV. von Lothringen und Bar. Frankreich zog sich aus Lothringen zurück, das es seit Mitte der 1630er Jahre auf Betreiben Richelieus besetzt hatte. Im Jahr 1670 besetzten die Franzosen erneut Lothringen. Der ruinöse Zustand der Burganlage wurde im Jahr 1677 durch französische Sprengungen während des Rückzuges der Franzosen noch verstärkt. In der Folgezeit verlor die Siersburg zunehmend ihre militärische Bedeutung und ihr Zerfall schritt voran.

### Zerfall der Burganlage

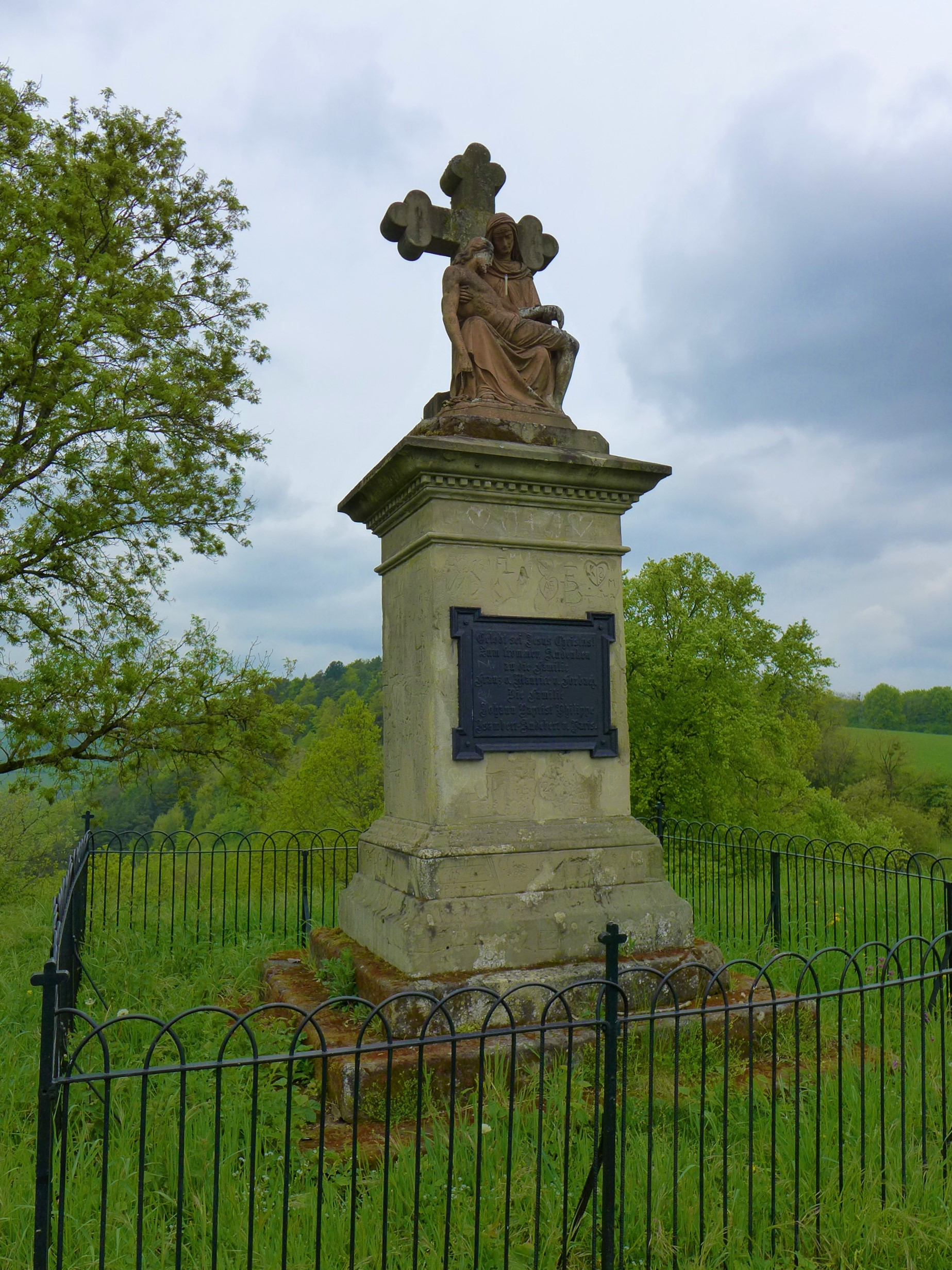
Burg Siersburg, Pietà auf dem Burgplateau zum Andenken an die Familie Franz von Maurice aus Forbach und an die Familie Johann Baptist Philippe Isambert-Audebert aus Paris, die teilweise von Burgmannen der Burg Siersberg abstammten

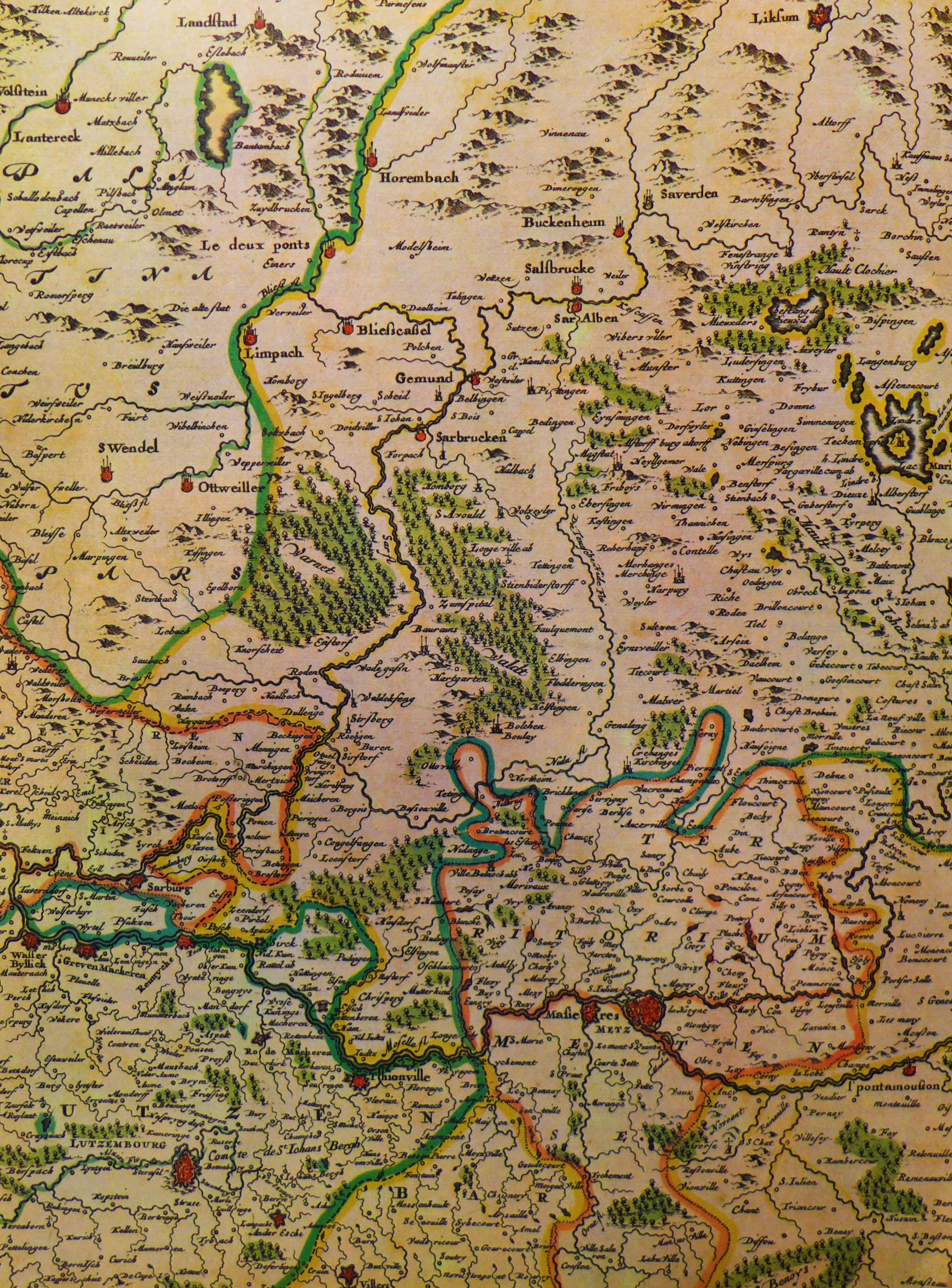
Die Siersburg auf einem Ausschnitt aus der Karte Exactissima Lotharingia von Carel Allardt aus der zweiten Hälfte des 17. Jahrhunderts

Im 17. Jahrhundert waren die Burgmannenhäuser auf dem Burgplateau im Besitz der Familie Zand von Merl und der Familie von Bockenheim. Das Zandsche Haus kam über den Freiherren von Blittersdorf an die Familie Maurice aus Saargemünd. Das Bockenheimsche Haus wurde nach dem Jahr 1664 von Lothringen als erledigtes Lehen eingezogen und erst im Jahr 1713 in ruinösem Zustand an François Forget de Barst de Bouillon vergeben.
Durch die Bestimmungen im Friede von Vincennes kam Siersburg 1661 zu Frankreich. Weiterhin blieb die Burg Sitz des herzoglich-lothringischen Amtes Siersberg und noch bis ins 18. Jahrhundert sind Erhaltungsmaßnahmen nachweisbar. Im Österreichischen Erbfolgekrieg, in dem mehrere europäische Fürsten Ansprüche auf die Habsburgischen Erblande bzw. das römisch-deutsche Kaisertum erhoben, konnte eine Eroberung der Burg durch den Pandurenoberst Johann Daniel von Menzel von Seiten der Burgbesatzung abgewehrt werden. Allerdings plünderte Menzel die umliegenden Dörfer aus.
Infolge eines Blitzeinschlages in den Burgturm Ende des 18. Jahrhunderts ging die Burganlage immer mehr in Verfall über. Im Zuge der Französischen Revolution wurde die Burg im Jahr 1793 größtenteils zerstört. Die Anlage ging in französischen Staatsbesitz über und wurde versteigert. Aber noch zu Beginn des 19. Jahrhunderts scheint das Plateau bewohnt gewesen zu sein.
Optische Telegraphenstation

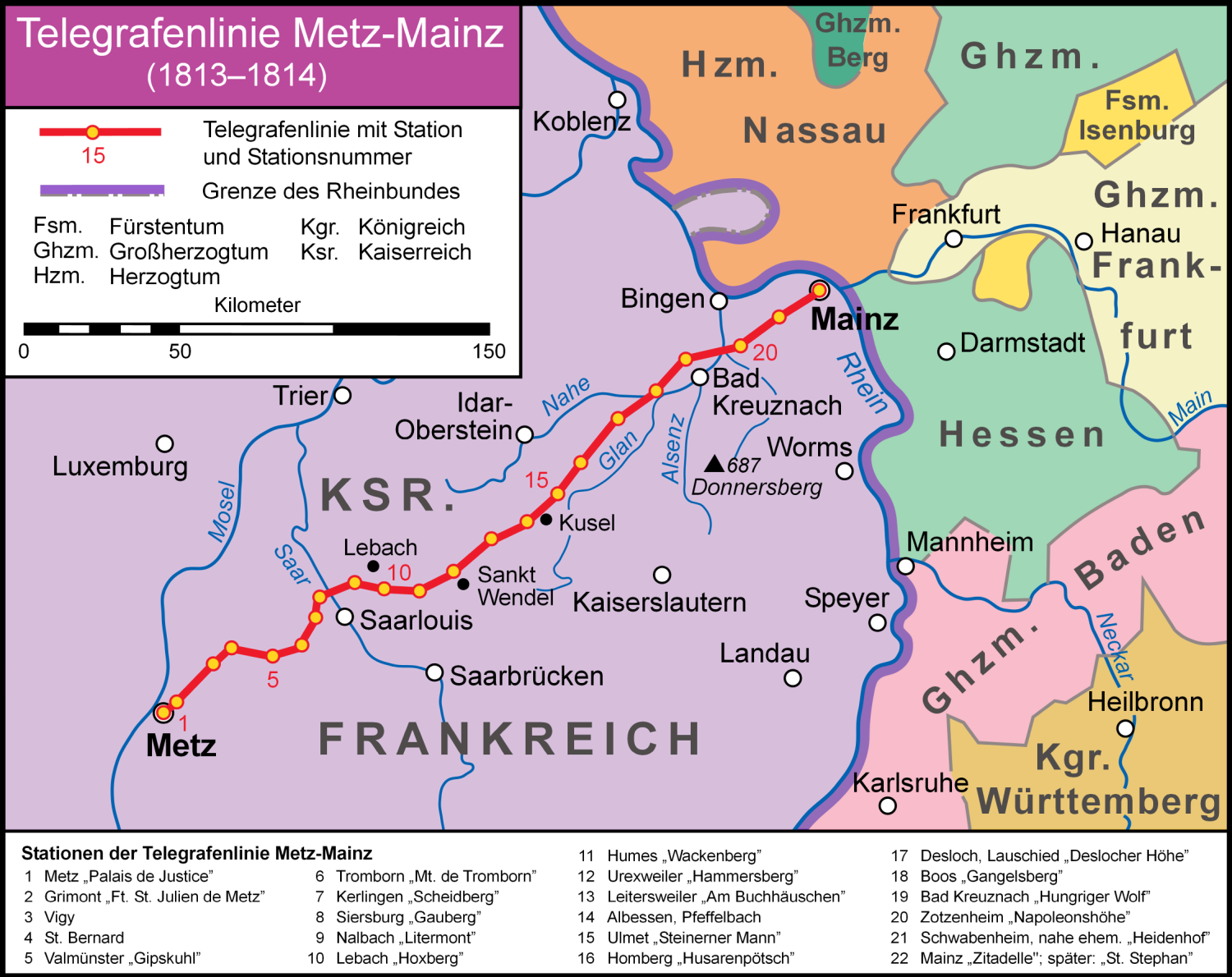
Telegrafenlinie Metz-Mainz

Im Jahr 1813 wurde auf Befehl Kaiser Napoleons die erste optische Staats-Telegraphenlinie Deutschlands (Strecke Metz-Mainz, Linienlänge 225 km) nach dem System von Claude Chappe errichtet und am 29. Mai 1813 in Betrieb genommen. Somit war eine telegraphische Verbindung von Paris nach Mainz möglich geworden. Die Siersburg wurde zur Signal-Station. Die nächsten Stationen in Richtung Osten waren der Litermont (413 m) und der Hoxberg (414 m), die nächste Station in Richtung Westen war der 385 m hohe Scheidberg bei Gisingen.
Mit drei hölzernen Signalbalken (eine bewegliche Querlatte mit zwei verstellbaren kurzen Enden auf einem senkrechten Eisenstab) auf Burgen oder Türmen, die gegenseitig sichtbar waren und nicht mehr als 8 bis 12 km voneinander entfernt lagen, konnte man bei gutem Wetter 196 Zeichen bilden. So konnten einzelne Buchstaben oder ganze Sätze übermittelt werden.
Preußische Eroberung
Mit der preußischen Eroberung des linksrheinischen Gebietes unter Gebhard Leberecht von Blücher wurde die Signallinie unterbrochen und kurze Zeit später der Telegraphen-Betrieb komplett eingestellt. Mit der Zuweisung des Nalbacher Tales an das Königreich Preußen durch den Wiener Kongress verfiel die Anlage.
Schließlich wurden die Ruinen von den Bewohnern der umliegenden Dörfer als Baumateriallager benutzt, bis nach dem Übergang der Region an das Königreich Preußen im Wiener Kongress preußische Militärbehörden im Jahr 1817 eingriffen, da sie den Burgturm als militärischen Signalposten nutzen wollten.
Heute noch sichtbar ist eine Dreiteilung der Burganlage, die etwa 120 m auf 70 m umfasst. Im Bereich des heute noch erhaltenen Bergfriedturmes lag die herzogliche Verwaltung mit Burgkapelle und der Wohnung des Burghauptmanns. Die Kapelle ist erstmals für das Jahr 1233 bezeugt, als Herzog Matthäus II. von Lothringen sie der Abtei Heilig Kreuz im nahegelegenen Busendorf, der ältesten Nekropole der herzoglichen Dynastie Lothringen, schenkte. Patrone waren der heilige Sebastian, der heilige Blasius von Sebaste und der heilige Donatus. Der mittlere Teil der Burg, in dem sich heute das Denkmal für die Familie de Maurice mit der Pietà befindet, die sogenannte Moritzburg, wurde im 18. Jahrhundert von der Familie de Maurice bewohnt, bis diese im Jahr 1745 in ihr neues Schlösschen im nahen Hilbringen übersiedelte. Der nach Südwesten gelegene Teil der Burg, Marienburg genannt, wurde seit dem Jahr 1760 vom französischen Regimentsarzt Claude Ledans de Saint Marie bewohnt, der diesen Besitz durch Heirat erworben hatte.

## Erhaltungsmaßnahmen

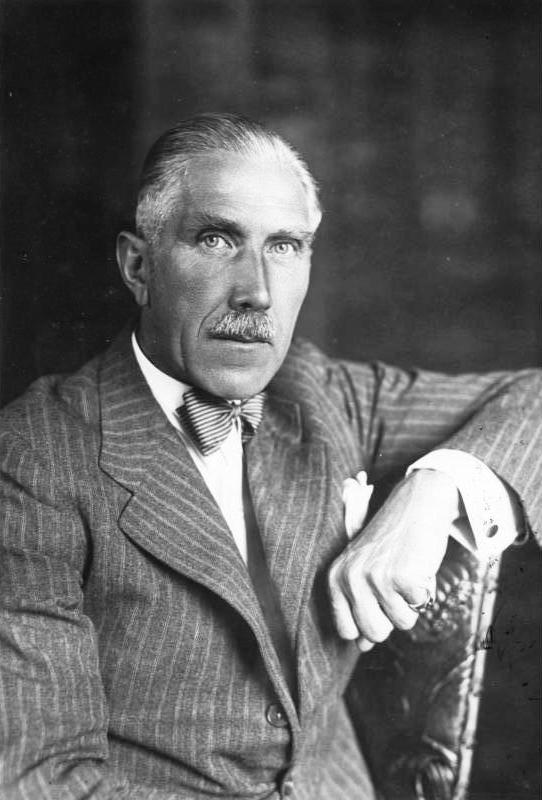
Franz von Papen, seit 1937 Besitzer der Burg

Im Jahr 1911 wurden erstmals Gesimse neu verlegt und das Mauerwerk des Burgturmes teilweise neu verfugt. Als in den 1930er Jahren der Burgturm einzustürzen drohte, gelang es dem Siersburger Heimat- und Verkehrsverein in den Jahren 1938/1939 unter großen Anstrengungen den Turm von außen zu renovieren. Eine Innenrenovierung konnte wegen des Ausbruchs des Zweiten Weltkrieges erst in den Jahren 1955/1956 durchgeführt werden. Die finanziellen Mittel dazu hatten der Heimat- und Verkehrsverein Siersburg, der Landkreis Saarlouis, der Fremdenverkehrsverband des Saarlandes und das staatliche Konservatorenamt des Saarlandes aufgebracht. Bei der Baumaßnahme wurde auf dem Turm eine Aussichtsplattform errichtet. In den Jahren 1967 bis 1969 und 1975 bis 1978 wurden die Außenmauern der Burg saniert, Aussichtsplattformen ins Niedtal und ins Saartal errichtet und der Torbereich neu aufgemauert. Dabei kam man durch Grabungen zu neuen archäologischen Erkenntnissen und Keller- und Wachräume konnten freigelegt werden.
Seit dem Jahr 1937 war die Burganlage durch Kauf im Besitz des ehemaligen Reichskanzlers Franz von Papen, der die Burg der Gemeinde Siersburg unentgeltlich zur Verfügung stellte. Im Gegenzug besorgte die Gemeinde die Pflege der Anlage. Erst am 26. April 1979 ging der Papensche Besitz an der Burg mit 4,3641 ha Grund durch einen komplizierten Grundstückstausch, der im Jahr 1970 eingeleitet worden war, endgültig in den Besitz der Gemeinde über.
Bei Sicherungsarbeiten im südwestlichen Teil der Burganlage im Jahr 2009 sollten sowohl die Ringmauer der Burg saniert als auch mögliche Funde durch Archäologen erfasst werden. Dabei entdeckte man einen verschütteten Abort im südlichen Teil der Burgmauer. Bei den Ausgrabungsarbeiten des Schachtes fand man Tierknochen und Scherben, ein gut erhaltenes tönernes Trinkgeschirr (zwei nahezu vollständig erhaltene Kannen und ein Becher ohne Henkel mit einem Standfuß) sowie gotische Fensterreste. Der Klumpen aus Bleisträngen, Sand und Glasscherben maß ca. 45 auf 30 cm. Die Bodenschicht des Fensterfundes wurde vom Landesdenkmalamt des Saarlandes auf die Zeit von 1250 bis 1350 datiert.
Die Glasscherben des Fensters waren derart korrodiert, dass man erst mit chemischen Analysen Farbreste freilegen konnte. Weitere Details wurden durch Röntgenspektroskopie und eine dreidimensionale Computertomographie erforscht. Die Restaurierung der Glasscheiben erfolgte im Jahr 2015 mit Hilfe eines Förderprogrammes der Kulturstiftung der Länder. Vermutlich stammte das Fenster aus dem Wohnbereich der Burg. Der Glasscheibenfund stellt den bisher ältesten Beleg mittelalterlicher Glasmalerei im Saarland dar. Das drei Millimeter dünne Bleirutennetz ist vollständig erhalten. Form und Gestaltung des Fensters ließen sich damit rekonstruieren. Das Fenster mit ornamentalen Blumen- und Blattmotiven in spitzbogigen Vierpässen war vermutlich von einem Holzrahmen umgeben und hatte die Maße 46 auf 95 cm. Ebenfalls rekonstruiert werden konnten Teile eines gläsernen herzoglich-lothringischen Adlerwappens, die in Beziehung zur Siersburg als lothringischer Landesburg zu sehen sind. Das Wappenfenster könnte während der Konflikte zwischen dem Erzstift Trier und dem Herzogtum Lothringen mutwillig zerstört worden sein. Im Jahr 1334 hatte Erzbischof Balduin von Luxemburg gegenüber dem lothringischen Herzog Rudolf seine Ansprüche auf den Besitz der Burg durchgesetzt. Vermutlich um die neuen Herrschaftsverhältnisse deutlich zu dokumentieren, war in der Art einer "Damnatio memoriae" das lothringische Wappen zerstört und symbolhaft in der Abortgrube entsorgt worden.

## Heutige Nutzung
Im Sommer werden in der Siersburg Festspiele und ein Open-Air-Festival der CAJ-Siersburg e. V. veranstaltet ("Burgfest"). Ebenso findet jedes Jahr am letzten Juliwochenende ein Mittelaltermarkt mit Heerlager sowie szenischen und musikalischen Darbietungen statt. Veranstaltet wird dieser Markt durch den Heimat- und Verkehrsverein Siersburg e. V. und die Gemeinde Rehlingen-Siersburg. Seit dem Jahr 1998 ist die Burganlage Schauplatz für ein dreitägiges Kino-Open-Air, bei dem aktuelle "Blockbuster"-Filme und ein aktueller französischer Film gezeigt werden.

## Historiengemälde "Die Siersburg"

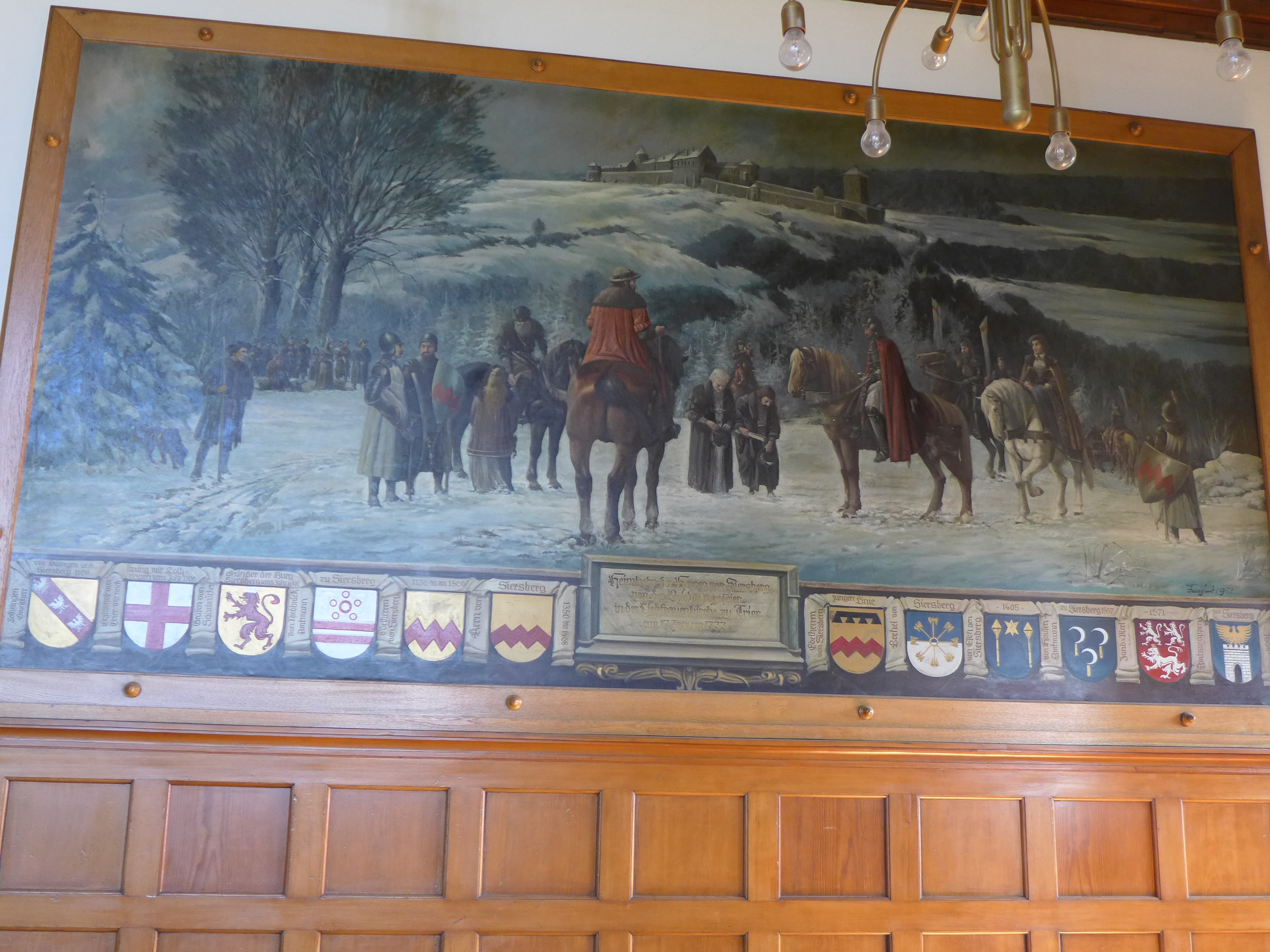
Gemälde "Die Rückkehr der Herren von Siersberg und Dillingen von der Belehungsfeier in der Liebfrauenkirche zu Trier am 17. Januar 1333" von Otto Günther-Naumburg mit Wappengalerie, Dillingen/Saar, Alter Ratssaal

Als man in den Jahren 1906 bis 1908 in der damals aufstrebenden Dorfgemeinde Dillingen/Saar ein neues Rathaus nach den Plänen des Charlottenburger Architekturprofessors Wilhelm Franz in einer Mischung aus Neorenaissance und Jugendstilelementen erbaute, wollte man die Geschichte der Herrschaft Siersberg-Dillingen repräsentativ in Szene setzen. Der Charlottenburger Landschafts- und Architekturmaler Otto Günther-Naumburg, der wie Wilhelm Franz ebenfalls als Professor an der Königlich Technischen Hochschule zu Berlin tätig war, wurde deshalb beauftragt, die mittelalterliche Gestalt der Siersburg auf einem Historiengemälde zu rekonstruieren. Zu sehen ist auf dem großformatigen Wandbild eine teilweise berittene Ritterschar am Fuße der Siersburg in einer verschneiten winterlichen Landschaft. Die dargestellte Szene erinnert an die heftigen Auseinandersetzungen im 13. und 14. Jahrhundert zwischen dem Erzbistum und Kurfürstentum Trier und dem Herzogtum Lothringen. Im Jahr 1282 hatte Herzog Friedrich III. von Lothringen in der Trierer Liebfrauenkirche die Siersburg von Erzbischof Boemund II. von Saarbrücken als Lehen erhalten. Im Jahr 1333 sollten sich Herzog Rudolf von Lothringen und Erzbischof Balduin von Luxemburg treffen, um sich über das umstrittene Lehen der Siersburg zu einigen. Während Balduin mit allen Urkunden, die seinen Anspruch untermauerten, erschien, blieb Herzog Rudolf dem Treffen fern und schickte auch keine Stellvertreter. So wurde das Lehen Kurtrier zugesprochen.
Am unteren Bildrand des Gemäldes sind zwölf historische Wappen dargestellt, die in Beziehung zu den Adelsfamilien stehen, die die historischen Geschicke der Herrschaft Siersberg-Dillingen lenkten: das Wappen der Herzöge von Lothringen, das Wappen des Kurfürstentums Trier, das Wappen der Grafen von Saarbrücken, das Wappen des Amtmanns von Niedbrück, das Wappen der Edelherren von Siersberg, das Wappen der Herren von Siersberg, das Wappen der Edelherren von Siersberg (jüngere Linie), das Wappen der Dynastie Bechel von Siersberg, das Wappen der Dynastie Esch von Siersberg, das Wappen des Amtmannes von Hausen, das Wappen der Dynastie Zand von Merl und das Amtswappen der Vogtei Siersberg. Die Wappen sind umgeben von erklärenden Banderolen mit Herrschaftsdaten.

## Sagen
Der saarländische Volkskundler Karl Lohmeyer überliefert von der Siersburg mehrere Volkssagen.

### Die Sage vom unterirdischen Gang zwischen Siersburg und Litermont
Die Burg auf dem Litermont wurde von Maldix vom Litermont (wahrscheinlich ein schon früh erfundener Spottname, lat.: maledictus = „schlecht“ genannt; Einer über den man Schlechtes redet – das Gegenteil wäre benedictus) und seiner frommen Mutter Margarete bewohnt. Ritter Maldix war ein wilder Jäger und wüster Zecher. Alle Ermahnungen seiner Mutter waren umsonst. Maldix, so die Sage, hatte auch einen ebenso gerechten wie frommen Bruder, der mehr auf die Mutter in seinem Wesen gekommen war, und auf der nahen Siersburg seinen Wohnsitz gehabt haben soll. Wenn Maldix wieder einmal auf der Burg Litermont besonders schlimm getobt und geflucht habe, soll Margarete durch einen, nur ihr bekannten, unterirdischen Gang vom Litermont zu ihrem frommen Sohn auf die Siersburg geflohen sein, um dort Schutz zu suchen.

### Das Trompetenspiel der drei Brüder
Die Sage erzählt von drei ritterlichen Brüdern. Der eine wohnte auf der Siersburg, die beiden anderen jeweils auf der Schaumburg bei Tholey und auf dem Litermont. Alle drei begrüßten sich jeden Morgen mit einem Trompetenspiel. Auch noch nach der Zerstörung der drei Burgen habe man das herrliche Spiel der Ritter in den Lüften gehört.

### Die Hexe von der Felsmühle und die Bewohner der Siersburg
Die Sage erzählt von einem Ritter vom Litermont, der zur Siersburg geritten sei, da er schon seit langem die Tochter des Siersburger Burggrafen liebte, die ihrerseits aber bereits dem Herrn des Dillinger Schlosses versprochen war. In seiner Liebesnot habe sich der Litermonter Ritter an eine Hexe, die hinter der Beckinger Felsmühle hauste, gewandt und von ihr einen Liebestrank erbeten. Die Hexe bereitete das Gewünschte zu, machte aber zur Auflage, dass der Trank dem jungen Mädchen nur von der Hand eines geweihten Einsiedlers überbracht werden könne. Dies war auf den Bruder der Hexe gemünzt, einen falschen Einsiedler, der in der Nähe des Hyllborns an der Straße zwischen Dillingen und Beckingen hauste. Der als Einsiedler verkleidete Bruder der Hexe habe sich dann als Kaplan auf der Burg Siersberg eingenistet, nur um im eigenen Liebesinteresse an dem Burgfräulein und darüber hinaus auch an einer Magd tätig zu werden. Der darüber eifersüchtig gewordene Stallknecht der Siersburg, der sich bereits Hoffnungen gemacht hatte, das Herz der Siersburger Burgmagd zu erobern, ging nun seinerseits zur Felsmühlen-Hexe, um von ihr Hilfe zu bekommen. Als die Hexe von den Taten ihres Bruders erfuhr, wurde sie von Wut gepackt und übergab nun auch dem Knecht einen vermeintlichen Liebestrank für die Magd. Dieser Trank war allerdings Gift und die Magd starb daran. Als der Bruder der Hexe bemerkte, dass seine Schwester ihm dies aus Rache angetan hatte, verschwand er von der Siersburg. Von Reue gepackt gestand der Stallknecht sein Tun. So konnte die Felsmühlen-Hexe gefasst werden und wurde auf dem Galgenberg auf dem Scheiterhaufen verbrannt. Der Burgknecht wurde verbannt.

### Der Sargnagel im ritterlichen Pferdehuf und der Hexenmeister von Rehlingen
Die Sage erzählt von einem Hexenmeister, der in Rehlingen gehaust habe. Als der Hexenmeister einmal von dem Ritter der Siersburg ungerecht behandelt worden war, verschaffte sich der Zauberkundige auf dem Friedhof Sargnägel und schlug sie in die Hufspur, die der Ritter in der Erde hinterlassen hatte. Daraufhin bemerkte der Siersburger Ritter, dass sein Pferd lahmte. Als man in den Hufen des ritterlichen Pferdes nachschaute, fand man dort die Sargnägel, die der Hexenmeister verzaubert hatte.

## Archivalien zur Geschichte der Burganlage
- Archives Departementales Nancy
- Archives Departementales Metz
- Staatsarchiv Koblenz
- Bistumsarchiv Trier
- Archiv der Stadtbibliothek Saarlouis, Handschrift Motte
- Amtsarchiv Siersburg
- Pfarrarchive Dillingen und Siersburg
- Hilbringer Kirchenbücher